# Jean-Pierre Chevènement
Jean-Pierre Chevènement (ur. 9 marca 1939 w Belfort) – francuski polityk, parlamentarzysta, minister w kilku rządach.

## Życiorys
Jego przodkowie pochodzili ze Szwajcarii, nosili tam nazwisko Schwennemann, zmienione na Chevènement w XVIII wieku. Jean-Pierre Chevènement ukończył studia w Instytucie Nauk Politycznych w Paryżu oraz École nationale d’administration w ramach promocji „Stendhal” (1965). Początkowo należał do Oddziału Francuskiego Międzynarodówki Robotniczej, pod koniec lat 60. został członkiem Partii Socjalistycznej. Wcześniej znalazł się wśród założycieli lewicowego badawczego CERES.
Od 1973 do 2002 (z przerwami w okresach pracy w administracji rządowej) sprawował mandat posła do Zgromadzenia Narodowego, dziewięciokrotnie skutecznie kandydując do tej izby parlamentu. W latach 1974–1988 był radnym regionu Franche-Comté, przez rok pełnił funkcję wiceprzewodniczącego tej rady. W okresach 1977–1983 i 1997–2000 zajmował stanowisko pierwszego zastępcy mera Belfortu, natomiast w okresie 1983–1997 oraz ponownie od 2001 do 2007 był burmistrzem tego miasta.
W 1981 wszedł po raz pierwszy w skład rady ministrów, kiedy to w rządzie Pierre’a Mauroy został ministrem stanu, obejmując też resort nauki i technologii (od 1982 nauki i przemysłu). Podał się do dymisji w 1983 w proteście przeciwko popieraniu przez prezydenta François Mitterranda koncepcji Europejskiego Systemu Walutowego. Już w 1984 powrócił jednak do lewicowego rządu jako minister edukacji w gabinecie Laurenta Fabiusa, którym był przez kolejne dwa lata.
Po zwycięstwie socjalistów w 1988 mianowano go ministrem obrony w rządzie Michela Rocarda. Zrezygnował z tej funkcji, krytykując udział wojsk francuskich w I wojnie w Zatoce Perskiej. Dwa lata później odszedł z Partii Socjalistycznej, zakładając własne, nacjonalistyczne, lewicowe i eurosceptyczne ugrupowanie – Ruch Obywateli. W 1997 wprowadził tę partię w skład bloku lewicy. W tym samym roku został ministrem spraw wewnętrznych w gabinecie Lionela Jospina.
W 1998 przeszedł operację chirurgiczną pęcherzyka żółciowego. Po reakcji alergicznej na zastosowane znieczulenie zapadł w kilkudniową śpiączkę. Do pracy powrócił po kilku miesiącach. W 2000 po raz trzeci demonstracyjnie zrzekł się urzędu ministra, tym razem sprzeciwiając się planom przyznania Korsyce większej autonomii.
Wystartował w wyborach prezydenckich w 2002, jako kandydat „Bieguna Republikańskiego”. Kampanię wyborczą prowadził pod populistycznymi hasłami opartymi na krytyce głównych kandydatów, Jacques'a Chiraca i Lionela Jospina. Jego zdaniem prowadzili oni lub proponowali taką samą politykę. Odrzucenie zarówno prawicy, jak i lewicy znalazło pewien oddźwięk wśród wyborców. W głosowaniu otrzymał 5,33% poparcia, co przyczyniło się do rozbicia głosów na lewicy i porażki lidera socjalistów już w pierwszej turze.
W konsekwencji w tym samym roku Partia Socjalistyczna wystawiła w jego okręgu wyborczym własnego kandydata, co ułatwiło zwycięstwo kandydatce Unii na rzecz Większości Prezydenckiej. W 2003 Jean-Pierre Chevènement przekształcił swoje zaplecze polityczne w Ruch Obywatelski i Republikański. W wyborach prezydenckich w 2007 ogłosił swoje poparcie dla Ségolène Royal. W zamian za to dostał wsparcie PS w wyborach do Zgromadzenia Narodowego, w których jednak ponownie przegrał z reprezentantem UMP.
W 2008 Jean-Pierre Chevènement powrócił do parlamentu, wygrywając wybory do Senatu w departamencie Territoire-de-Belfort. Został powołany na wiceprzewodniczącego frakcji RDSE. W wyższej izbie francuskiego parlamentu zasiadał do 2014. Pod koniec kwietnia 2022 powołał partię „Refondation républicaine” skupiającą środowiska republikańskie popierające prezydenta Emmanuela Macrona.

## Odznaczenia
- Krzyż Wielkiego Oficera Orderu Gwiazdy Rumunii (Rumunia, 1999)[8]